# Capitale Pedro María Freites
Capitale Pedro María Freites est l'une des quatre divisions territoriales et statistiques de la municipalité de Pedro María Freites dans l'État d'Anzoátegui au Venezuela. À des fins statistiques, l'Institut national de la statistique du Venezuela a créé le terme de « parroquia capital », ici traduit par le terme « capitale » qui correspond au territoire où se trouve le chef-lieu de la municipalité afin de couvrir ce vide spatial, qui, selon la loi sur la division politique territoriale publiée dans le Journal officiel de l'État « n'attribue pas de hiérarchie politique territoriale, ni de description de ses limites respectives ». Ce territoire s'articule autour de Cantaura, chef-lieu de la municipalité.

## Géographie

### Démographie
Hormis Cantaura divisée en plusieurs quartiers et ville autour de laquelle s'articule la division territoriale et statistique, cette dernière possède plusieurs localités dont :
- Bajo Hondo
- Barbonero
- Campo Mata
- Cantaura
  - La Candelaria
  - Puerto Colón
- Güico
- Kashama
- Maremare
- San Tomé
  - Campo Norte
  - Campo Sur
- Santa Rosa de Las Magnolias
- Tascabaña